# Palaiókipos
Palaiókipos är en ort i Grekland.   Den ligger i prefekturen Nomós Lésvou och regionen Nordegeiska öarna, i den östra delen av landet, 260 km öster om huvudstaden Aten. Palaiókipos ligger 76 meter över havet och antalet invånare är 1 184. Den ligger på ön Lesbos.
Terrängen runt Palaiókipos är kuperad. Havet är nära Palaiókipos åt nordost. Runt Palaiókipos är det tätbefolkat, med 331 invånare per kvadratkilometer. Närmaste större samhälle är Mytilene, 10,8 km nordost om Palaiókipos. 